# Michala Hergetová
Michala Hergetová, rodným příjmením Tučková, (* 8. srpna 1979 Plzeň) je televizní ekonomická redaktorka a novinářka.

## Život
Narodila se v Plzni a odmaturovala na místním Gymnáziu Františka Křižíka. V roce 2004 absolvovala ekonomii mezinárodního obchodu a evropskou integraci na Fakultě mezinárodních vztahů Vysoké škole ekonomické v Praze, studovala také evropská studia na Staffordshire University ve Spojeném království.
Kariéru televizní reportérky začínala ve zpravodajství TV3, poté přešla do agentury CzechTrade, kde působila na pozici ředitelky komunikace s veřejností. V roce 2005 se stala ekonomickou redaktorkou v České televizi. Moderuje pořad Ekonomika na zpravodajském kanálu ČT24.